# Palmitato de paliperidona
La paliperidona, comercializada bajo el nombre comercial de Invega entre otros, es un antipsicótico atípico utilizado para tratar la esquizofrenia y el trastorno esquizoafectivo.  Puede tomarse por vía oral o inyectarse en un músculo.  Cuando se incluye la literatura no publicada, los beneficios son menores y los daños mayores que cuando solo se analiza la literatura publicada. 
Los efectos secundarios más frecuentes son dolor de cabeza, dificultad para dormir, parkinsonismo, movimientos musculares involuntarios, mareos, agitación, depresión, aumento de peso, náuseas, boca seca, prolongación del intervalo QT y cansancio.  Otros efectos secundarios pueden ser síndrome neuroléptico maligno, discinesia tardía, diabetes y prolactina elevada.  En personas mayores con demencia, su consumo aumenta el riesgo de muerte.  El consumo durante el embarazo puede tener efectos negativos en el feto.  Se cree que los beneficios se deben a su efecto sobre la dopamina y la serotonina. 
La paliperidona fue aprobada para uso médico en los Estados Unidos en 2006 y en Europa en 2007.   Está incluida en la Lista de Medicamentos Esenciales de la Organización Mundial de la Salud .  En el Reino Unido, la dosis típica por vía oral costaba al Servicio Nacional de Salud (NHS, por sus siglas en inglés) unas 105 libras esterlinas al mes en 2021.  En Estados Unidos, esta cantidad cuesta alrededor de 400 USD. 